# Pevnost Novo Brdo
Pevnost Novo Brdo (albánsky Kalaja e Novoberdës; srbsky Тврђава Ново Брдо, Tvrđava Novo Brdo; v dobových západních latinských, italských či německých dokumentech místo zváno Novus Mons, Novomonte, Monte Novo, Nowebordo, Novaberda nebo Nyeuberghe – „Nový vrch“), nyní též nazývaná Pevnost Artana (albánsky Kalaja e Artanës), je zřícenina pevnosti v Kosovu, v blízkosti města Novo Brdo, východně od hlavního města Prištiny. Je to pozůstatek opevněného města s citadelou, který vznikl v dobách středověkého Srbského království, nejspíše v závěru 13. století. Nachází se na poměrně strmém vrcholu o nadmořské výšce 1124 m n. m.

## Dějiny

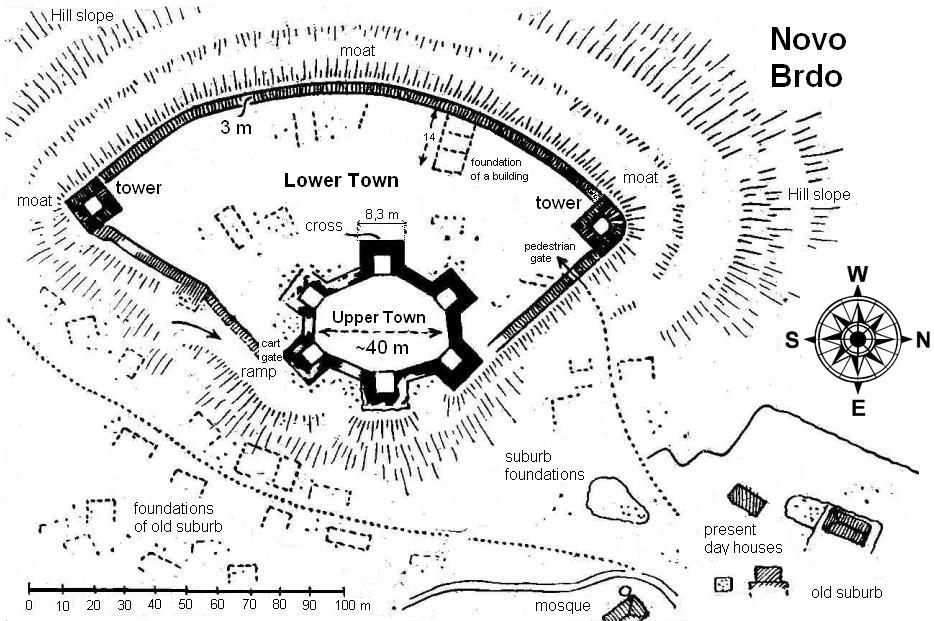
Plán pevnosti a okolí (sever je vpravo)

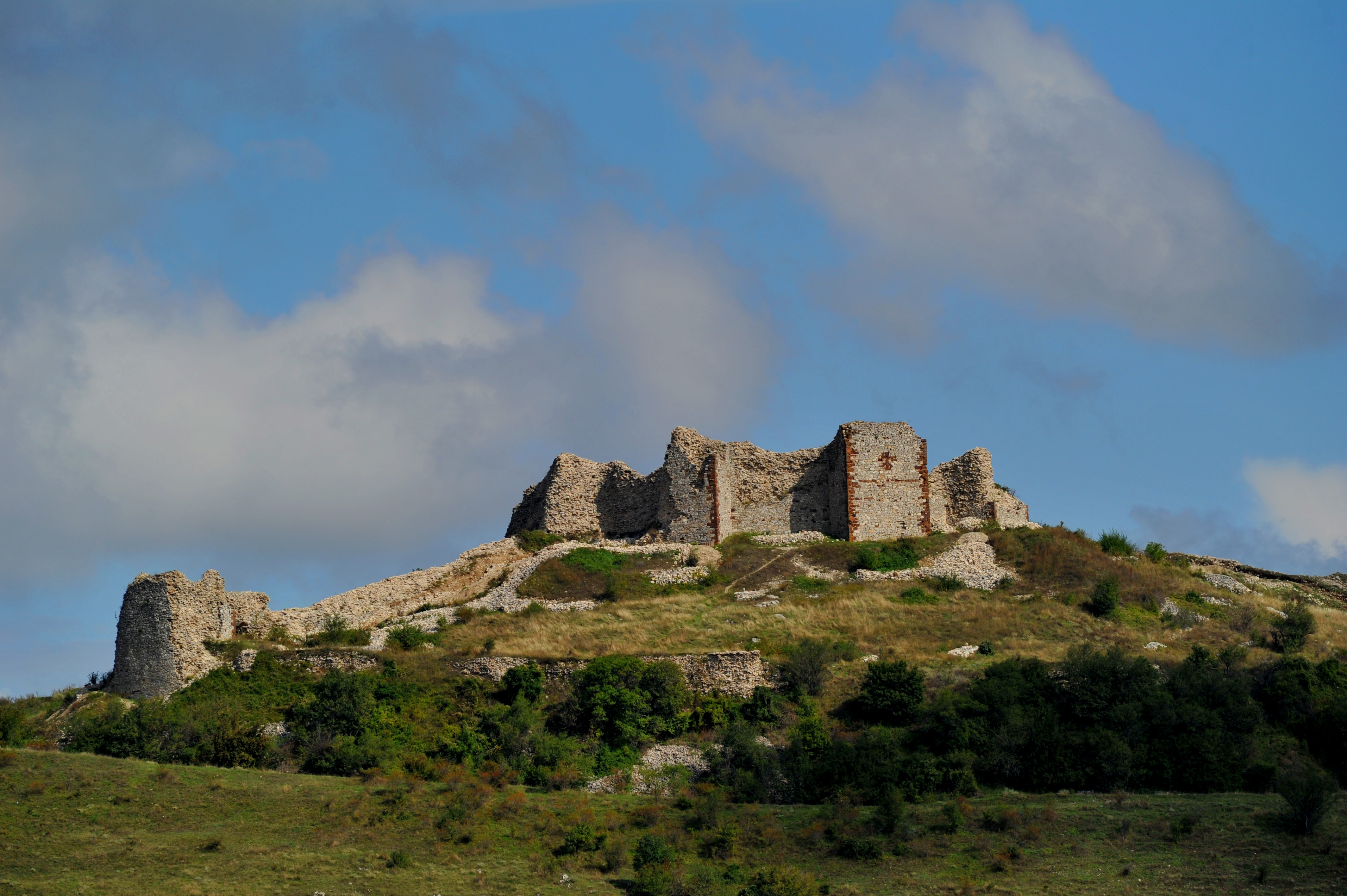
Zřícena pevnosti v roce 2014

První písemná zmínka o Novém Brdu je z roku 1326. Pevnost, která spolu s pevnostmi Prizrenac a Prilepac tvořila jednotný obranný systém na jihu starosrbského státu, byla zbudována králem Štěpánem Milutinem z důvodu ochrany místních stříbrných dolů, otevíraných již od 1. pol. 13. století za vydatné pomoci horníků povolaných ze Svaté říše římské (hlavně ze starého Saska). Ti tu vytvořili na Balkáně nepříliš obvyklý úkaz: samosprávnou městskou obec západoevropského charakteru, řídící se vlastním právem. Kromě Sasů (Němců) tu také čile obchodovali občané městských republik Dubrovník a Benátky. V dobách existence Srbského despotátu (1. pol. 15. století) nastal vrchol rozvoje města, jež patřilo k vůbec nejdůležitějším ve státě (srov. Kutnou Horu či Jáchymov v Čechách nebo Kremnicu v Uhrách).
V době své největší slávy měla pevnost osm věží a tři brány; tvořila ji horní část, citadela o šestiúhelníkovém půdorysu (o průměru 40 m) s vystupujícími hranolovými věžemi, zvaná Horní město (Gornji grad), a dolní část zvaná Dolní město (Donji grad), podhradí, kde se nacházely brány, další dvě věže a dva kostely (pravoslavný a katolický). Okolo pevnosti se poté rozvíjelo široké předhradí, kde žili horníci a vojáci.
V roce 1412 a v letech 1439–1441 obléhala pevnost vojska Osmanské říše. Poprvé neúspěšně, podruhé se jim podařilo pevnost obsadit. Po několika evropských protitureckých křížových výpravách byli Osmané z pevnosti na krátkou dobu vyhnáni, ale 1. června 1455 ji po mohutném dělostřeleckém bombardování dobyli zpět.
Přestože Turci po dobytí Balkánu obnovili těžbu stříbra v kosovských dolech, pevnost vyplenili a nevyužívali. Po vzniku novodobého srbského státu pak byla zkáza dokonána, když roku 1892 byla část zdiva pevnosti rozebrána a odvezena do Prištiny na výstavbu kasáren srbské královské armády.

### Výzkum a obnova

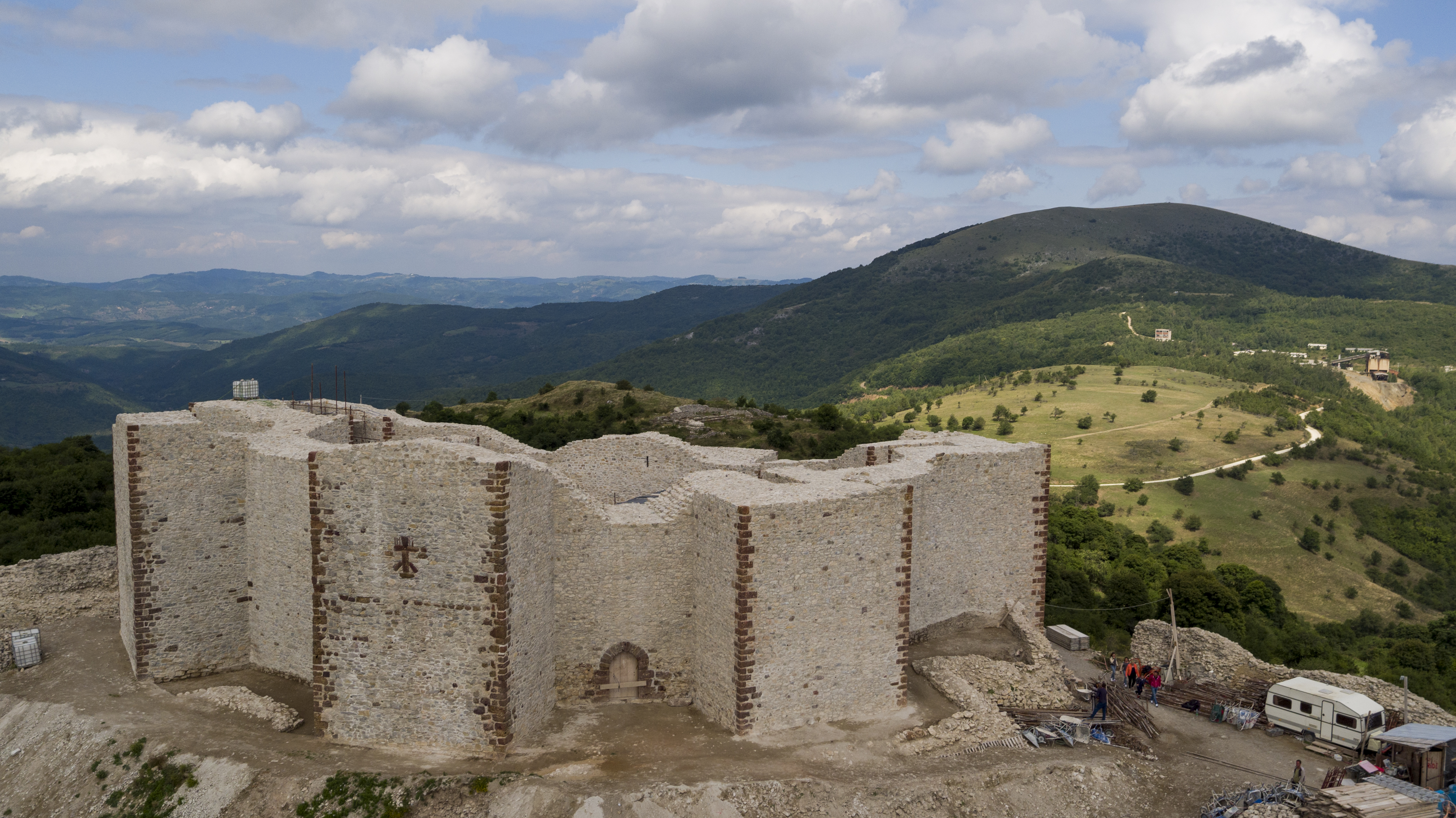
Horní město po rozsáhlé obnově (2016)

Archeologický průzkum se v pevnosti poprvé uskutečnil v roce 1952, a od roku 1957 se k němu připojila i Srbská akademie věd a umění. Po válce v Kosovu v roce 1997–1999 byl systematický výzkum ukončen a lokalita se v nastalých zmatcích stala terčem amatérských vykopávek jak ze strany místních lidí, tak dokonce i zahraničních členů policejních misí na Kosovu, kteří ve snaze najít nějaké poklady celý areál dále poškozovali.
V letech 2015–16 proběhl archeologický výzkum, jenž přinesl objevy dalších zbytků budov – zejména na nádvoří citadely (Horního města), do té doby zasypaném hromadami spadaného kamení z hradeb – i různých artefaktů, a zároveň náročná rozsáhlá rekonstrukce Horního města (celé hradby včetně věží byly znovu postaveny do výše 6–8 m), prováděná pod dozorem UNESCa srbskou firmou KOTO za peníze Evropské unie.